# Powerade
 (mai 2016).
Si vous disposez d'ouvrages ou d'articles de référence ou si vous connaissez des sites web de qualité traitant du thème abordé ici, merci de compléter l'article en donnant les références utiles à sa vérifiabilité et en les liant à la section « Notes et références ».
Powerade est une marque de boisson énergétique pour le sport, créée par The Coca-Cola Company en 1988. 
La marque est partenaire de l'équipe de France aux Jeux olympiques et de la Coupe du monde de la FIFA.